# 4-MeO-MiPT
4-MeO-MiPT（4-甲氧基-N-甲基-N-异丙基色胺）是一种色胺衍生物，化学式为C15H22N2O，由亚历山大·舒尔金开发，可作为致幻剂。